# Шан Кэси
Шан Кэси (尚可喜; Шан Ко-си ; 25 августа 1604 - 12 ноября 1676) был китайским генералом династий Мин и Цин. 

## Биография
Его семья перебралась в Ляодун в 1576 году, а его отец служил в армии, охранявшей северо-восточную границу. Как и его отец, Шан Кэси присоединился к армии и охранял границу от нападений чжурчжэней. С упадком и падением императоров Мин Шан Кэси искал удачи на службе у династии Цин и был одним из самых могущественных генералов, сдавшихся Цин. Он боролся за Цин в Южном Китае и установил свою власть в Гуандуне, где он управлял территорией как своим владением, накапливая богатство и имея обученную армию.
В 1663 году, на втором году правления императора Канси, Шан Кэси пожертвовал собственность на восстановление храма Дафо и завершил его в следующем году.
В 1673 году Восстание Трех Феодалов между Императором и могущественными Ханьскими принцами, У Саньгуй и Гэн Цзинчжун, началось, когда они выступили против плана Императора переселить их в Маньчжурию. Шан остался верен Цин и не принимал участия в восстании. Шан умер в 1676 году, и ему наследовал его сын Шан Чжисинь, который восстал вскоре после этого, но был побежден китайскими ханьскими войсками Зеленого стандарта Цин в 1677 году.